# Gebrauchsgrafik
Unter Gebrauchsgrafik versteht man eine einem praktisch-visuellen Zweck dienende Grafik. Diese wird in der Regel von Grafikern (heute Grafikdesigner) erzeugt. Dazu gehören unter anderem Buchgrafik, amtliche Druckgrafik, Schriftkunst und Typographie, Banknoten, Briefmarken, Filmplakate, Signets, Exlibris und Werbegrafik. Ein Teilgebiet ist auch die Gelegenheitsgrafik. Außerdem gehört zum Sektor beinahe die gesamte Computergrafik. Im Gegensatz zu ihr steht die künstlerische Originalgrafik und die künstlerische Verwendung der Computergrafik im Rahmen der Medienkunst. Der Begriff steht damit dem des Grafikdesign sehr nahe bzw. ist dessen älteres Synonym.
In urheberrechtlicher Hinsicht ist eine Gebrauchsgrafik ein Werk der angewandten Kunst (Kunstwerk), bei der mehr Schöpfungshöhe erreicht sein muss als bei anderen Werkgattungen. Dies führt dazu, dass Logos nicht unter das Urheberrecht fallen, solange ihre Gestaltung das Durchschnittliche und Übliche nicht deutlich überragt. Allerdings können sie als Design eingetragen werden, wenn sie Eigenart haben, das heißt, wenn sie einen anderen Eindruck hervorrufen als ein zuvor entworfenes Logo.